# Franz Stockbauer (Politiker)
Franz Stockbauer (* 10. April 1901 in Mürzzuschlag; † 24. März 1952 in Wien) war ein österreichischer Schlosser, Eisenbahner und Politiker (SDAP/SPÖ).
Vom 12. Dezember 1945 bis zu seinem Tod am 24. März 1952 gehörte er dem steirischen Landtag in zwei aufeinanderfolgenden Gesetzgebungsperioden als Landtagsabgeordneter an und war in ebendieser Zeit auch 2. Landtagspräsident.

## Leben und Wirken
Stockbauer wurde  1901 als unehelicher Sohn des Südbahn-Conducteurs Franz Xaver Stockbauer (* 25. September 1872 in Münzkirchen; † 16. Juli 1941 in Graz) und der nach Wildalpen zuständigen Wirtschafterin Maria Magdalena Mahringer (* 28. März 1875 in Wildalpen; † 14. Mai 1963 in Graz) in Mürzzuschlag geboren und am 20. April 1901 auf den Namen Franz getauft. Seine Eltern heirateten am 28. Oktober 1901; Franz Stockbauer senior hatte zudem das Kind als eigenes anerkannt. Der Vater war nach seiner Pensionierung als Revident bei der Bahn unter anderem als Schriftführer in der Landesexekutive der Eisenbahnruheständler aktiv. Auch die Mutter war sozialdemokratisch engagiert, gehörte ab dem Jahre 1910 der Sozialdemokratischen Arbeiterpartei an und war bis ins hohe Alter ein Mitglied der Lokalorganisation von Graz-Eggenberg. Die Großeltern väterlicherseits – der Vater war bis zur Legitimität der Ehe seiner Eltern selbst ein unehelich geborenes Kind – waren der Steinhauer Jacob Stockbauer und dessen Ehefrau Maria (geborene Wimmer). Die Großeltern mütterlicherseits waren der Hufschmied Rupert Mahringer und dessen Ehefrau Franziska (geborene Buchebner).
Nach seiner allgemeinen Schulausbildung, die er unter anderem Marburg erhielt, absolvierte Franz Stockbauer eine Lehre zum Schlosser und übte diesen Beruf in weiterer Folge bei der Südbahnwerkstätte in Marburg aus. Bereits in jungen Jahren engagierte sich Stockbauer während der k. u. k.-Monarchie für die Sozialdemokratie und die Arbeiterbewegung. Noch während des Ersten Weltkrieges wurde er Mitglied des Verbandes der jugendlichen Arbeiter. Nach dem Ende des Ersten Weltkrieges zog Stockbauer nach Graz, wo er weiterhin für die Eisenbahn – anfangs als Heizer und später auch als Triebfahrzeugführer auf der Südbahnstrecke – tätig war. Mit 12. September 1921 trat Stockbauer in Graz-St. Andrä aus der katholischen Kirche aus, heiratete jedoch weniger als drei Jahre später – am 16. Mai 1924 – kirchlich in Maria Schutz und standesamtlich in Graz die Modistin Sophia Rozkošný (* 25. April 1897 in Graz; † 17. Mai 1973 ebenda). Innerhalb der damaligen Sozialdemokratischen Arbeiterpartei Deutschösterreichs stieg er 1926 zum Obmann der Grazer Sektion IV, der größten Sektion der steirischen Landeshauptstadt, auf. Im selben Jahr wurde er auch von der Sozialdemokratischen Partei in die Verwaltung des damaligen sozialdemokratischen Organs für Steiermark und Kärnten, des Arbeiterwillen, berufen. Bei einem Redeturnier junger Parteifunktionäre im Frühjahr 1929 wurde Stockbauer unter anderem neben dem weiteren späteren Politiker Ditto Pölzl mit einem Preis ausgezeichnet. Beim SDAP-Landesparteitag der Steiermark 1930 in den Grazer Juliensälen (Eggenbergerstraße 10) wurde Franz Stockbauer in das Wahlkomitee gewählt. Im Zuge der Februarkämpfe 1934 erfolgte die Inhaftierung Stockbauers, der während der NS-Zeit zwei weitere Male verhaftet wurde und im Laufe der Jahre weitere Verfolgungen aus politischen Gründen hinnehmen musste. So wurde er während der NS-Zeit beispielsweise auch auf der sogenannten Geiselliste geführt. Noch vor Kriegsende hatte er an allen Vorbereitungen für Machtübernahme in der Steiermark durch demokratische Organe teilgenommen. Unmittelbar nach Ende des Zweiten Weltkriegs übernahm er im Mai 1945 die Leitung des ehemaligen NS-Gauverlags Graz, der unter anderem die nur kurzlebige Grazer Volkszeitung herausgab und wandelte diesen in das Verlagshaus Leykam um bzw. wurde der Gauverlag in dieses inkorporiert.
Im Zuge der Landtagswahl 1945 schaffte Stockbauer den Einzug in den steirischen Landtag, dem er in weiterer Folge vom 12. Dezember 1945 zog er erstmals in den steirischen Landtag ein und gehörte diesem bis zu seinem Tod am 24. März 1952 an. Dabei war er unter anderem Mitglied des Finanzausschusses und diverser weiterer Ausschüsse. Bereits zu Beginn der I. Gesetzgebungsperiode war er zum 2. Landtagspräsidenten gewählt worden; 1. Landtagspräsident war Josef Wallner. In einem Bericht der sozialdemokratischen Parteizeitung Neue Zeit vom 27. Oktober 1946 wurde Stockbauer als „kommissarischer Verwalter der (Steirischen) Druck- und Verlagsgesellschaft vormals Leykam und Verlagsdirektor der Neuen Zeit“ angeführt. Die Veröffentlichung als Tageszeitung gaben Verlagsdirektor Stockbauer und Chefredakteur Heinz Paller zum Jahresende 1945 bekannt. Neben seiner Position an der Spitze des Verlags war Stockbauer zudem Vorstandsmitglied des Verbandes österreichischer Zeitungsverleger (VÖZ). Im Februar 1948 wurde er in den neu gegründeten Radiobeirat berufen und war darin neben Norbert Horvatek (Stellvertreter des Vorsitzenden), Hilde Friedrich (Mitglied) und Robert Rieder (Mitglied) eines von vier sozialistischen Mitgliedern des Radiobeirates. Außerdem saß er im Aufsichtsrat der Austria Presse Agentur.
Bei der Landtagswahl 1949 hatte sich der zu dieser Zeit auf der Adresse Krottendorfer Straße 22 oder 72 im Grazer Bezirk Wetzelsdorf lebende Stockbauer ein weiteres Mal für die Sozialistische Partei Österreichs aufstellen lassen und schaffte daraufhin die Wiederwahl. Zu Beginn der II. Gesetzgebungsperiode war der bisherige Landesrat Franz Thoma zum neuen 1. Landtagspräsidenten gewählt worden, der damit den bisherigen Landtagspräsidenten Josef Wallner ablöste. Das Amt des bisherigen Landtagspräsidenten als Vize übernahm Stockbauer, dessen Abgeordnetenmandat nach seinem Ableben ab 29. April 1952 von Anton Afritsch bekleidet wurde. Als 2. Landtagspräsident folgte ihm Karl Operschall, der Obmann des Angestelltenbetriebsrates des Erzberges und Mitglied der Zentralbetriebsratsexekutive der Oesterreichisch-Alpinen Montangesellschaft.
Am Nachmittag des 24. März 1952 starb Stockbauer, der während seiner Haft in der NS-Zeit erkrankt war und bis zu seinem frühen Ableben an den Folgen der Krankheit zu kämpfen hatte, kurz vor seinem 51. Geburtstag in der Klinik von Karl Fellinger in Wien. und wurde am 29. März 1952 beerdigt.